# ماركو روميزي
ماركو أغوستو روميزي (بالإيطالية: Marco Augusto Romizi)‏ (13 فبراير 1990 ب‍أريتسو في إيطاليا - ) هو لاعب كرة قدم إيطالي في مركز الوسط. شارك مع منتخب إيطاليا تحت 17 سنة لكرة القدم ومنتخب إيطاليا تحت 20 سنة لكرة القدم ومنتخب إيطاليا تحت 21 سنة لكرة القدم. أما مع النوادي، فقد لعب مع فيورنتينا ونادي باري ونادي ريجيانا 1919.

## روابط خارجية
- ماركو روميزي على موقع قاعدة بيانات كرة القدم.إي يو (الإنجليزية)
- ماركو روميزي على موقع Soccerway.com (الإنجليزية)
- ماركو روميزي على موقع عالم كرة القدم.نت (الإنجليزية)